# Colias aegidii
Colias aegidii är en fjärilsart som beskrevs av Joseph Verhulst 1990. Colias aegidii ingår i släktet Colias och familjen vitfjärilar. Inga underarter finns listade i Catalogue of Life.